# Manuelita
Manuelita és una pel·lícula animada argentina de 1999 basada en la famosa cançó infantil composta per María Elena Walsh. Va ser dirigida per Manuel García Ferré.
La pel·lícula va ser seleccionada pel jurat de l'Instituto Nacional de Cine y Artes Audiovisuales de l'Argentina (INCAA) com a candidata para competir als Premis Oscar de l'acadèmia de Hollywood, com a "pel·lícula estrangera". A més, va ser candidata al Premi Goya a la millor pel·lícula d'animació en la XVI edició dels premis.

## Trama
La trama comença amb un ocell ancià anomenat El Patriarca dels Ocells, qui conta a molts altres animalons una cosa que havia succeït fa molts anys: La història de Manuelita la tortuga. La història de Manuelita - Que ocorre en la dècada de 1920 - es narra des que ella estava en l'ou i encara no havia trencat la closca, els seus pares i el seu avi s'estaven preparant i preparant la casa per a l'arribada de Manuelita, la nova integrant de la família. A mesura que la pel·lícula va passant, Manuelita va creixent i comença primer grau al costat dels seus dos millors amics, Bartolito i Dopi i, en el camí des de l'escola cap a les seves cases, coneixen els pillets més trapelles del lloc, que són tres gossos que els molesten cada vegada que van des de l'escola a les seves cases. El Patriarca continua contant la història i ja passa a Manuelita quan és adolescent. Els seus amics, Bartolito i Dopi, també ho són. Bartolito s'ha enamorat de Manuelita i li confessa el que sent per ella en una carta però quan la hi intenta lliurar, descobreixen que hi ha una fira de circ a Pehuajó, que és on viuen Manuelita, els seus pares, el seu avi, Dopi i Bartolito.
En veure un gegant globus aerostàtic, Manuelita li demana permís a la seva mamà per a pujar-se però la seva mamà no li deixava i a la fi, després de diversos intents, la seva mamà li permet pujar-se i Larguirucho (qui també era el porter de l'escola) curta sense voler les sogues que sostenien el globus en la terra abans que Bartolito pogués pujar al mateix i anar-se amb Manuelita. Manuelita, al principi, gaudeix el viatge però quan una pajarraco el molesta i rebenta el globus, Manuelita cau enmig del que sembla que era l'oceà Atlàntic. Allí, és recollida per un vaixell de porcs pirates que en veure la caixa del globus que semblava estar sense res endins, la pugen al vaixell creient que és un tresor però, en descobrir que allí no hi ha un tresor si no que està Manuelita, la tiren al calabós del vaixell on, entre plor i plor, coneix a uns ratolinets molt adorables que comencen a cantar "Somriu Manuelita si us plau, jo sé que estranyes molt Pehuajó, un dia tornaràs, mil petons et donaran, somriu Manuelita si us plau!!! Que bé es viu al Carib, que bé es viu al Carib..." En enfonsar-se el vaixell, nedant i nedant damunt d'una taula, Manuelita i els ratolinets troben una cosa ferma que creuen que és una illa però que resulta ser una tortuga gegant d'aigua. Aquesta tortuga els porta a tots a la ciutat més pròxima que és París.
Allí, Manuelita y i els ratolins se separen i cadascun segueix el seu camí. Buscant un lloc on dormir, Manuelita es per a mirar un saló on just hi havia una desfilada i es posa a jugar al fet que estava desfilant com les models de la desfilada quan la descobreix un home anomenat Fransuá (pronunciació del nom francès: François, és a dir Francisco). Mentre tot això passava, Bartolito, Dopi, Larguirucho i l'avi de Manuelita intenten crear un globus aerostàtic per a anar a buscar-la però cap li surt bé. Gràcies a Fransua i al dissenyador de moda Coco Liche (que és la representació de Coco Chanel), qui també havia estat l'organitzador d'aquella desfilada. Manuelita es converteix en una model famosa i la seva família s'assabenta quan en una botiga de bellesa, la seva mamà s'està pentinant i la veu en la tapa d'una revista de modes. A la fi, després de diversos intents fallits, Larguirucho, Bartolo, Dopie i l'avi aconsegueixen construir un globus apte per a volar per l'aire.
Dopie i Larguirucho es pugen al globus mentre que Bartolo i l'avi busquen una brúixola, es tallen les sogues i ells, a dalt del globus, es buscaran a Manuelita. Manuelita tots els mesos li dona diners a Fransuá perquè els enviï als seus pares a Pehuajó però el sempre li queda i l'esmenti Manuelita dient-li que sí que li ho va enviar. Després de diversos dies de viatge, Larguirucho i Dopie arriben a París sense saber que Manuelita es troba allí i comencen a buscar una habitació on passar la nit i van llogar un que resultava ser El dormitori de Van Gogh a Arle. Mentre estan als carrers de París buscant Manuelita, Larguirucho i Dopie es troba amb diversos famosos que els pregunten si van veure a Manuelita, troben l'estàtua d'El pensador, i Carlos Gardel.
Mentrestant, Manuelita descobreix que Fransuá li ha mentit i l'ha estafat i, per tant, renúncia a la seva carrera de model i com al costat d'ells estava Coco Liche, aquest es demaya i Fransuá, intentant emportar-se tots els diners de Manuelita, mor caient des del balcó.
Manuelita, l'endemà, se'n va de l'agència ja que havia renunciat a la carrera i, perduda en la immensa ciutat de París, comença a deambular i, per a la seva sort i la de tots, va escoltar una música que venia des de sota el pont on estava caminant i escolta a un corbatí (que és la representació d'Edith Piaf) cantant la cançó de Manuelita i així troba a Llarguerut i Dopie tocant el bandoneó sota un pont.
Quan a la fi tornen a Pehuajó, Manuelita es retroba amb la seva família qui li diuen que ara Bartolito és el mestre de l'escola, ella va a escola i troba Bartolito dibuixant dos cors, l'un sobre l'altre i ella, per a donar-li una sorpresa, dibuixa una fletxa que travessa tots dos cors simbolitzant els cors d'ells dos i després de fer això Manuelita i Bartolito s'abracen.
La següent escena es tracta del casament de Manuelita amb Bartolito. A les noces es troben, a més de tot Pehuajó, alguns dels dibuixets més importants creats pel director de la pel·lícula (com per exemple Anteojito, Oaky, Hijitus i Trapito) i al final de les noces, Manuelita i Bartolito viatgen en un globus aerostàtic a la seva lluna de mel.
A les cançons es destaca la veu de la soprano Florència Ciarlo.

## Intèrprets
Veus dels personatges
- Pelusa Suero
- Rosario Sánchez Almada
- Enrique Conlazo
- Cecilia Gispert
- Norma Esteban
- Susana Sisto

## Recepció crítica i comercial
La pel·lícula va rebre un total de 6.6 milions de dòlars en la taquilla, va ser vista per més de 2 milions d'espectadors i es va mantenir com una de les pel·lícules més vistes del cinema argentí. També va ser la pel·lícula més vista del cinema argentí fins a l'arribada d' El secreto de sus ojos.
El film va rebre crítiques de positives a mixtes, ja que no impressionava tant a nivell tècnic però sí a artístic per a algunes persones a causa de la trama "molt infantil". En el 2006, García Ferré va fer aquesta declaració:
"Constantment s'està buscant innovar, però la solució no està en la tecnologia. Molts s'obliden que el contingut del llibre és el major atractiu (...) Els aspectes tècnics no tenen importància, l'espectador no s'adona d'ells. Una pel·lícula agrada o no agrada. L'espectador no es fixa si una escena va ser filmada amb una càmera a l'espatlla, o sobre un trípode."
L'èxit de la pel·lícula va encoratjar a García Ferré a realitzar una nova pel·lícula, l'estrena de la qual es donaria l'any següent, Corazón, las alegrías de Pantriste.
El VHS i DVD va ser llançat en els anys 2000, distribuït per Gativideo.S. A.